# Maitena
Maitena Inés Burundarena (Buenos Aires, 19 de mayo de 1962), conocida como Maitena, es una historietista argentina.

## Biografía
Maitena Burundarena nació en Buenos Aires y se crio en el conurbano bonaerense, en la localidad de Bella Vista, junto con sus seis hermanos. Es de ascendencia vasca por parte de padre (Carlos Burundarena) y polaca por parte de madre (Janina Streb). Su padre Carlos Burundarena fue ministro de Cultura y Educación de Argentina durante el Proceso de Reorganización Nacional en el año 1981.
Maitena ha estado casada en dos ocasiones y tiene tres hijos, dos con su primer marido, de apellido Bouquet, Amaya (1979) y Juan Pablo  (1982) y una con el segundo, Daniel Alberto Kon: Antonia (2000). Del año 2000 al año 2012 residió en La Pedrera (Departamento de Rocha, Uruguay), y posteriormente regresó a Argentina.

## Ámbito profesional

### Primeros trabajos
Artista autodidacta, comenzó dibujando  tiras eróticas en Argentina para Revista Humor, Sex Humor, Fierro, Cerdos y Peces, y El Lápiz Japonés . Sus primeras publicaciones europeas fueron para Makoki, de Barcelona. Fue ilustradora gráfica tanto para revistas y diarios como para publicaciones especializadas en textos escolares. Fue también guionista de televisión, propietaria de un restaurante y dueña de un bar. 
Su primera tira, Flo, se publicó en Tiempo Argentino, un diario porteño. Esos trabajos se recopilaron luego en el libro Y en este rincón, las mujeres, publicado por Ediciones de la Flor.

### Mujeres alteradas
En 1994, Para Ti -revista dedicada a la mujer- la contrató para hacer una página de humor semanal. Allí surgió Mujeres alteradas, tira cómica que luego sería publicada mundialmente. 
En 1999 apareció en El País Semanal, la edición dominical de El País de Madrid, con dialecto castellano. Mujeres alteradas ha sido traducido además a varios idiomas.
Las tiras han sido reunidas en cinco libros recopilatorios publicados por el país. Random House Mondadori en España y Latinoamérica, y por Editorial Sudamericana, en Argentina, traducidos a 12 idiomas y publicados por distintas editoriales, como Mondadori, en Italia: Editions Metaillé, en Francia; Penguin Books en Estados Unidos, etc.
Sus dibujos han sido publicados en medios de más de treinta países como El Nacional de Caracas, La Stampa de Milán, Madame Figaro de Francia, Público de Portugal, Día Siete de México, Claudia y Folha de São Paulo de Brasil, El Mercurio de Chile y Paula y El País de Uruguay.

### Superadas
Entre 1998 y 2003, Maitena publicó una tira diaria cómica en la sección de humor de La Nación, bajo el nombre de Superadas. La tira fue reproducida por otros diarios argentinos como La Voz del Interior, de Córdoba y Los Andes de Mendoza, y por muchos diarios extranjeros. 
Hacia finales de 2002, se publicó el primer libro recopilatorio de la tira, Superadas 1, al que seguirían Superadas 2 y Superadas 3.

### Curvas Peligrosas
Maitena es también la autora de dos exitosos libros, Curvas Peligrosas 1 y 2, que recopilaron sus trabajos publicados en la revista dominical del diario argentino La Nación.

### Rumble
En agosto de 2011 aparece publicada la primera novela de Maitena, Rumble, la historia de una niña de 12 años en la convulsionada Argentina de los años setenta.

### Lo peor de Maitena
En 2016 publica una recopilación de sus historietas eróticas realizadas en los años 80' y 90' para las revistas Sex Humor, Fierro y Cerdos & Peces. 

## Lo mejor de Maitena
En 2017 publica una recopilación de sus mejores trabajos de humor para las más 
importantes revistas dominicales de diarios de 30 países. 
En 2002, fue invocada a Diploma al Mérito de los Premios Konex por su trayectoria como humorista gráfica de la última década, pero no se mostró interesada en recibirlo.
En 2014 le fue la primera mujer en recibir el premio La Catrina que otorga la Feria de Guadalajara a dibujantes de humor gráfico.

## Obras publicadas
- Y en este rincón, las mujeres
- Mujeres alteradas 1
- Mujeres alteradas 2
- Mujeres alteradas 3
- Mujeres alteradas 4
- Mujeres alteradas 5
- Curvas Peligrosas 1
- Curvas Peligrosas 2
- Superadas 1
- Superadas 2
- Superadas 3
- Todo Superadas
- Todo Mujeres Alteradas
- Rumble
- Lo peor de Maitena
- Lo mejor de Maitena